# Elmar
Elmar est un prénom masculin pouvant désigner:

## Prénom
- Elmar Altvater (en) (1938-2018), professeur allemand de sciences politiques
- Elmar Bakhshiyev (en) (né en 1980), joueur azerbaïdjanais de football
- Theódór Elmar Bjarnason (né en 1987), joueur islandais de football
- Elmar Bolowich (en) (né en 1954), entraîneur américain de soccer
- Elmar Borrmann (né en 1957), escrimeur allemand
- Elmar Bigger (né en 1949), homme politique suisse
- Elmar Brandt (en) (né en 1971), imitateur allemand
- Elmar Brok (né en 1946), homme politique allemand
- Elmar Díaz Solórzano (en) (né en 1969), homme politique mexicain
- Elmar Edel (1914-1997), égyptologue allemand
- Elmar Frings (en) (1939-2002), pentathlonien moderne allemand
- Elmar Gasanov (en) (né en 1983), pianiste ukrainien
- Elmar Gasimov (né en 1990), judoka azerbaïdjanais
- Elmar Geirsson (en) (né en 1948), joueur islandais de football
- Elmar Hess (en) (né en 1966), artiste visuel allemand
- Elmar Hillebrand (1925-2016), sculpteur allemand
- Elmar Hörig (né en 1949), animateur de radio allemand
- Elmar Huseynov (en) (1967-2005), journaliste indépendant azerbaïdjanais
- Elmar Kaljot (1901-1969), joueur estonien de football
- Elmar Keutgen (né en 1948), homme politique belge
- Elmar Kits (en) (1913-1972), peintre estonien
- Elmar Klos (1910-1993), réalisateur tchécoslovaque
- Elmar Kraushaar (en) (né en 1950), auteur et journaliste allemand
- Elmar Korko (en) (1908-1941), rameur olympique estonien
- Elmar Maria Kredel (1922-2008), archevêque allemand de Bamberg
- Elmar Kuiper (né en 1969), poète et dramaturge néerlandais
- Elmar Lampson (en) (né en 1952), compositeur allemand
- Elmar Ledergerber (né en 1944), homme politique suisse
- Elmar Leppik (en) (1878-1978), mycologue estonien
- Elmar Lichtenegger (en) (né en 1974), athlète autrichien en 110 mètres haies
- Elmar Liitmaa (en) (né en 1970), guitariste et compositeur estonien
- Elmar Lipping (en) (1906-1994), homme politique estonien
- Elmar Lohk (1901-1963), architecte estonien
- Elmar Lubbe (en), joueur sud-africain de rugby
- Elmar Theodor Mäder (né en 1963), commandant suisse de la garde pontificale
- Elmar Maguerramov (né en 1958), grand maître d'échecs azerbaïdjanais
- Elmar Mamedyarov (né en 1960), homme politique azerbaïdjanais
- Elmar Mock (né en 1954), ingénieur horloger suisse
- Elmar Muuk (en) (1901-1941), linguiste et auteur estonien
- Elmar Oliveira (en) (né en 1950), violoniste américain
- Elmar Peintner (en) (né en 1954), artiste contemporain autrichien
- Elmar Pieroth (en) (1934-2018), homme politique allemand
- Elmar Qasımov (né en 1990), judoka azerbaïdjanais
- Elmar Rähn (en) (1904-1996), athlète décathlonien estonien
- Elmar Rajsur (en), chanteur azerbaïdjanais
- Elmar Reimann (en) (1893-1963), coureur longue-distance estonien
- Elmar Reinders (né en 1992), coureur cycliste néerlandais
- Elmar Robbrecht (né en 1946), botaniste et mycologue belge
- Elmar Rojas (en) (1942-2018), architecte et homme politique guatémaltèque
- Elmar Schmid (en) (né en 1947), clarinestiste suisse
- Elmar Seebold (en) (né en 1934), philologue allemand
- Elmar Tampõld (en) (1920-2013), architecte canado-estonien
- Elmar Truu (en) (né en 1942), homme politique estonien
- Elmar Valiyev (né en 1960), maire azerbaïdjanais de Gandja
- Elmar Wepper (né en 1944), acteur allemand